# Orfej
 Ovo je glavno značenje pojma Orfej. Za druga značenja pogledajte Orfej (razdvojba).
Orfej (grč. Ὀρφεύς, Orpheús) u grčkoj mitologiji glavni je zastupnik umjetnosti i pjesme te lire velika utjecaja na mitološku povijest Grčke. Mitsku figuru Orfeja Grci su posudili od svojih tračkih susjeda, a po njemu su nazvani trački orfički misteriji, nama nepoznata sadržaja. 

## Etimologija
Ime Orfej iz najstarijeg je sloja grčkih imena, ona koja završavaju sufiksom -eus. Stoga se ime Orfej ne spominje ni kod Hezioda niti kod Homera, no poznat je u vrijeme Ibikovo (530. pr. Kr.) i Pindarovo (522. pr. Kr. - 442. pr. Kr.) koji o njemu govori kao o ocu pjesama.
Jedna mogućnost etimologije jest da potječe iz praindoeuropske riječi * orbhao- = biti lišen, od *orbh- = "odvojiti". Srodne su primjerice grčke riječi orphe = "tama", orphanos = "siroče", a i u engleskom orphan =" siroče". Moguće je da i dolazi od *goao = "žalovati", "pjevati divlje", "baciti čaroliju".

## Karakteristike
Od 6. stoljeća pr. Kr. na njega se gleda kao na glavnog antičkog pjesnika i glazbenika, izumitelja ili usavršavatelja lire, koja je uz pomoć njegova sviranja i pjevanja mogla ne samo očarati divlje zvijeri, nego i odvući drveće i kamenje s njihovih mjesta te zaustaviti rijeke u toku.
Pripisivalo mu se da je kao jedan od pionira civilizacije čovječanstvo naučio umjetnosti medicine, pisanja i poljoprivrede. Kao blisko povezan s religioznim životom, bio je uzvišen i vidovit, prakticirao je magiju, posebno astrologiju. Bio je štovatelj nekoliko kultova, primjerice Apolonova ili Dionizova. Institucionalizirao je mistične rituale, kako javne, tako i privatne. Propisao je inicijacijske i pročišćavajuće rituale.
Zviježđe Lira na sjevernom nebu predstavlja upravo Orfejevu liru.

## Mitologija

### Život
Po najraširenijoj tradiciji Orfej je bio sin tračkog kralja Eagra i Kaliope, Muze epske poezije. Ona je najstarija i najpametnija od Muza. Ponekad se umjesto Eagra kao Orfejeva oca uzima Apolon, kao što mu se katkada kao majka navodi Selena (grč. Luna), božica Mjeseca. Takva bi kombinacija roditelja (majka - boginja Mjeseca i otac - bog Sunca) objašnjavala Orfejevu božansku prirodu. On je tako u Trakiji postao onaj element koji je ujedinjavao žensko lunarno i muško solarno božanstvo te time pomirio Apolonov i Dionizov kult. Orfej je glazbu naučio od Lina ili Apolona, zavisi o predaji. Lin je prvorođeni sin Kaliope i Eagra ili Apolona. Orfej je bio Apolonov ljubavnik te mu je Apolon na dar podario svoju liru, koju je izradio Hermes od kornjačina oklopa. Negdje se navodi da je Orfej liru dobio od svog oca Apolona, a dar pjevanja u heksametrima od majke Kaliope, boginje epskog pjesništva.
Usprkos svom tračkom podrijetlu pridružio se Argonautima u njihovoj ekspediciji, čijeg je vođu Jazona Krion upozorio da samo uz pomoć Orfeja može proći pokraj Sirena. Kad je Orfej čuo njihovu pjesmu, izvukao je svoju liru i započeo pjesmu koja je bila mnogo ljepša od njihove.
Pred kraj života, Orfej je prestao štovati sve bogove osim boga Sunca, Apolona. Jednoga jutra penjao se planinom Pangaion (gdje je Dioniz imao svoje svetište) te pozdravio svog boga jutra. No rastrgale su ga tračke Menade, jer nije štovao svog prijašnjeg boga, Dioniza. Značajno je i to što je njegova smrt analogna Dionizovoj smrti, kojemu je zbog toga bio svećenik i avatar.
Ovidije u svojim Metamorfozama također spominje tračke Menade, Dionizove sljedbenice, razbješnjene Orfejem, kako prvo bacaju kamanje i štapove na njega dok je svirao, no njegova je glazba bila toliko prekrasna da su kamenje i grane odbijali pogoditi ga. Još više ražešćene Menade rastrgale su ga u komadiće za vrijeme ludila bakhantskih orgija.
Njegova glava i lira, još pjevajući tužne pjesme, doplutali su brzom rijekom Hebrom do obala Sredozemnog mora. Odande su ih vjetrovi i valovi prenijeli do obala otoka Lezba koji je postao kolijevkom pjesništva. Tamošnji stanovnici zakopali su njegovu glavu i podigli hram u njegovu čast blizu Antise. Njegovu liru Muze su odnijele na nebo i postavile je među zvijezde. Muze su također pokupile ostatke njegova tijela i zakopale ih kod Leiberte podno planine Olimp, gdje su slavuji pjevali nad njegovim grobom.

### Orfej i Euridika
Nakon mladosti i avantura s Argonautima, Orfej se odlučio skrasiti s najljepšom od sviju nimfa - Euridikom. Čim ju je ugledao među njezinim prijateljicama, čija ljepota joj nije bila ni do koljena, Orfej je znao da će njih dvoje postati jedno. Predivna je Euridika, duge plave kose i očiju boje lana, uskoro postala njegovom ženom. Ali bračna sreća nije dugo trajala jer je Euridiku takla ledena ruka smrti. Bježeći od pohotnog Aristeja koji ju je želio silovati, nagazila je na zmiju skrivenu u visokoj travi, vrisnula i zauvijek zaklopila svoje plave oči.
Neutješni se Orfej odlučio se na još jedan nevjerojatan poduhvat - silazak u svijet mrtvih. Na ulazu u Had svojom je lirom začarao troglavog Kerbera i potom stao pred Hada i njegovu ženu Perzefonu, vladare podzemlja, i pjevao za izbavljenje svoje voljene. Ganuti njegovom pjesmom odlučili su pustiti Euridiku nazad na Sunčevu svjetlost uz jedan uvjet: kad se bude vraćao na gornji svijet, Orfej se ne smije okrenuti za Euridikom koja je trebala pratiti njegove stope.
Krenuvši polako, Orfej, mučen velikom čežnjom da vidi lice svoje voljene i zabrinut jer nije čuo njezine korake, prekršio je postavljeni uvjet. Euridika je potonula nazad u svijet sjena pružajući mu još jednom svoje blijede ruke. Izgubio ju je zauvijek. Sedam je dana Orfej tugovao plačući na obalama podzemnih rijeka, ali drugi su put Had i Perzefona bili neumoljivi. Vrativši se sam nazad u gornji svijet, Orfej je odbijao ljubav drugih žena.

## Orfičko pjesništvo
Velik broj grčkih vjerskih pjesama u heksametrima pripisuje se Orfeju. Od ove velike literature samo su dva primjera preživjela u cijelosti: skup himna napisanih negdje između 2. i 3. stoljeća te orfička Argonautika, napisana negdje između 4. i 6. stoljeća. Prijašnja orfička literatura, od koje mnoga datira još iz 6. stoljeća pr. Kr., sačuvana je samo u dijelovima i citatima kasnijih autora.
Orfičko pjesništvo zaokruženo je mističnim obredima i pročišćavajućim ritualima. Platon tako govori o klasi vegetarijanskih prosjaka svećenika koji su nudili pročišćenje bogatima te recitirali knjige Orfeja i Muza. Oni koji su bili posebno predani tim ritualima i poeziji često su prakticirali vegetarijanstvo, apstinenciju te nisu jeli jaja – što je postalo poznato kao Orphikos bios ili orfički način života.

## Djela iste tematike
- Ovidije: Metamorfoze
- Mavro Vetranović: Orfeo

Orfej, a posebice njegova ljubav s Euridikom česta su glazbena tematika:
- Jacopo Peri: Euridika (1600.)
- Claudio Monteverdi: Orfej (1609.)
- Christoph Willibald Gluck: Orfej i Euridika (1762.)
- Jacques Offenbach: Orfej u podzemlju
- Igor Stravinski: Orfej

## Vanjske poveznice
- Orfej u grčkoj mitologiji (engl.)
- Orfičke himne (engl.)